# Pusti (otok)
Pusti otočić (Pusti, Pusti otok, Madona) nenaseljeni otočić u Brijunskom otočju, uz zapadnu obalu Istre. Nalazi se između Vange i zaljeva Dobrika na Velikom Brijunu, od kojega je udaljen oko 0,5 km.
Površina otoka je 49.889 m2, duljina obalne crte 1160 m, a visina 5 metara.